# Пануцос Нотарас
Пануцос Нотарас (грец. Πανούτσος Νοταράς; 31 березня 1740 — 18 січня 1849) — грецький політик і революціонер, який був провідною фігурою грецької війни за незалежність, кілька разів займав пост голови грецьких національних зборів і законодавчих органів, а такох член організації Філікі Етерія.

## Біографія
Пануцос Нотарас народився 31 березня 1740 року в Трікалі, Коринфія, імовірно, в 1752 році. Його сім'я, Нотаради, входила в число шести найбільш відомих грецьких православних сімей Пелопоннеса в період пізнього османського панування і займала високі пости в провінційній адміністрації. Батько Пануцоса, Спірідон Нотарас, вважався одним з найбільш освічених грецьких магнатів. Сам Пануцос отримав гарну освіту у вченого Григоріоса Карвуніса, хоча його слабке здоров'я не дозволяло йому відправитися на навчання до Італії.

## Грецька війна за незалежність
Пануцос Нотарас брав участь у невдалому повстанні Орлова в 1770 році, а в 1818 році став членом Філікі Етерія, таємного товариства, що готувався до чергового грецького повстання проти Османської імперії. Він вважав початок грецької війни за незалежність у березні 1821 року занадто передчасним і посварився з посланцем Етареї Папафлесасом з цього питання. Проте, після того, як повстання продовжувалося, і після страти його брата Андріка османами в квітні і прибуття Демітріоса Іпсілантіса на Пелопоннес в червні, він вирішив підтримати його. Він був обраний представником на перших Перші Національних зборах в Епідаврі наприкінці 1821 року і брав участь у комітеті з 12 членів, який розробив Грецьку Конституцію 1822 року. У першому виконавчому органі тимчасового уряду, що служив з січня 1822 по квітень 1823 року, він був міністром економіки. З 11 жовтня 1824 року по 6 квітня 1826 року Нотарас займав пост президента законодавчого корпусу, хоча в той час цей орган був значною мірою відсунутий на другий план виконавчою владою. У грецьких громадянських війнах 1824—1825 років він став на бік «урядової» фракції, хоча спочатку симпатизував «військової» фракції навколо Теодороса Колокотроніса. Проте, як голова законодавчих зборів він безуспішно намагався виступити посередником між двома сторонами і закликав уряд проявити поблажливість і помилувати своїх супротивників.
Нотарас недовго (6-16 квітня 1826 року) займав пост голови Третього Національних зборів, але його засідання були припинені у зв'язку зі звісткою про падіння Місолонги. Він залишався головою тимчасового комітету, що представляв збори виконавчої влади, і 16 березня 1827 видав наказ про відновлення зборів в
Трезені. Через свою участь у скандалі на підтримку свого племінника Іоанніса Нотараса він був звільнений зі своєї посади ще до того, як Асамблея знову зібралася, і пішов з суспільного життя на два роки. За нового правителя Греції Іоанніса Каподистрії Нотарас став членом Панеллініону, консультативного органу, створеного замість парламенту, але не був там дуже активний. 27 листопада 1829 року Каподистрія призначив Нотараса головою Апеляційного суду в Нафпліоні.
Нотарас взяв участь у П'ятому Національному зібранні в Нафпліоні, де після відставки брата і наступника Іоанніса Каподистрії, Августиноса, він підтримав Іоанніса Колеттіса. Він був обраний головою зборів 11 червня 1832 року і очолював його до тих пір, поки воно не розпалося 20 серпня. Його недовге перебування на посаді було обумовлено прийняттям баварського принца Оттона, обраного трьома великими державами (Францією, Англією, Росією) королем Греції.